# New Leipzig
New Leipzig – miasto w Stanach Zjednoczonych, w stanie Dakota Północna, w hrabstwie Grant.